# George Donaldson
Sir George Hunter Donaldson (Édimbourg, 25 mai 1845 - Hove, 1925) est un antiquaire, marchand d'art et collectionneur britannique.
Il partit s'installer à Paris vers la fin des années 1860 et s'y intéressa aux meubles anciens. En 1871 il s'installa à Londres, y ouvrit une galerie d'art dans New Bond Street qu'il dirigea jusque dans les années 1890. Il jouissait d'une renommée internationale suffisante pour être juré aux Expositions Universelles de Paris en 1867, 1889 et 1900.
Lors de cette dernière exposition, il acquit une trentaine d'objets représentatifs de l'Art nouveau, tendance alors peu connue au Royaume-Uni, qui furent présentés au Victoria and Albert Museum. Cette présentation suscita un flot de critiques, comme trop moderne et heurtant les principes édictés par le très influent critique d'art John Ruskin ; le tollé fut suffisant pour faire retirer les objets des vitrines du musée où il retrouvèrent leur place bien plus tard, en 1995.
Il a fourni (vendu ou fait donation) de nombreux objets de toutes natures au Victoria And Albert Museum de Londres, à partir de 1885. C'est par son intermédiaire qu'un tableau de Titien, Portrait d'homme dit l'Arioste (vers 1512) est entré dans les collections de la National Gallery à Londres. Entre autres tableaux célèbres passés par ses mains : un portrait de Ranuccio Farnèse enfant (1542), par Titien aujourd'hui à la National Gallery of Art de Washington ou le portrait d'Andrés del Peral par Goya (National Gallery à Londres). Il a été fait chevalier (knight) en 1904. Il possédait encore, à sa mort, une collection de lettres, comprenant des manuscrits de la reine Élisabeth Ire, du roi Charles Ier et d'Oliver Cromwell.

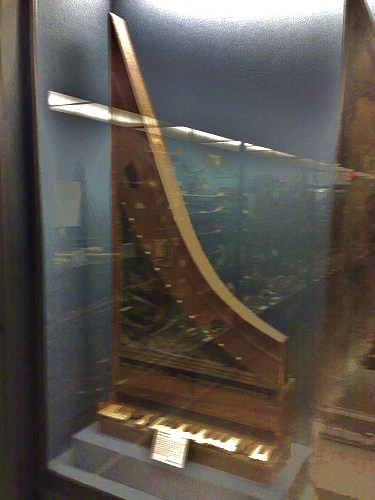
Clavicythérium anonyme
Ulm (?) vers 1480
Londres, Royal College of Music

Trois tableaux lui ayant appartenu
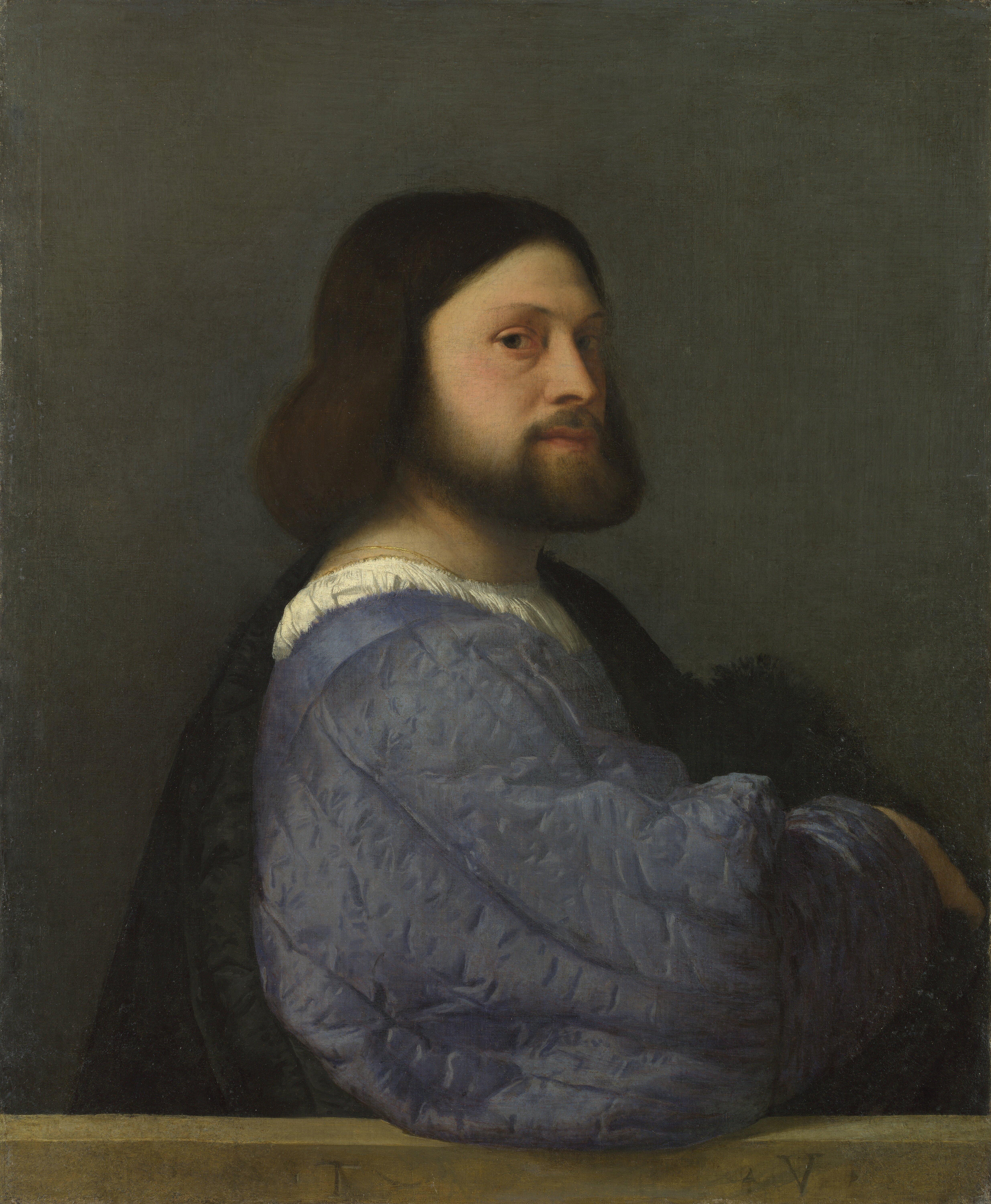
Titien Portrait d'homme dit l'Arioste
Titien Portrait de Ranuccio Farnèse
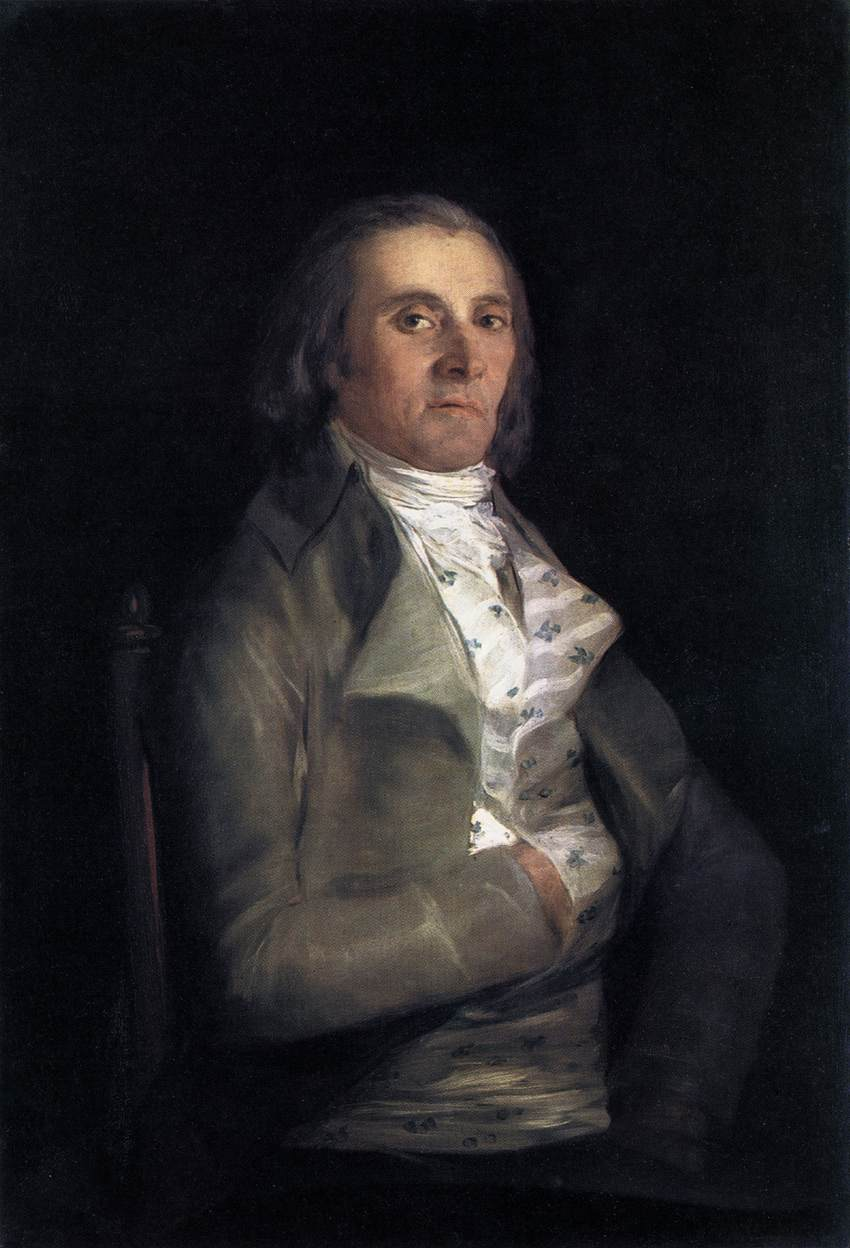
Goya Portrait d'Andrés del Peral

Il avait rassemblé une importante collection d'instruments de musique dont il fit don en 1894 au Royal College of Music (cette collection comprend en particulier le plus ancien de tous les instruments à clavier et cordes pincées connus, un clavicythérium construit à Ulm vers 1480).
Il est enterré dans le cimetière de Wateringbury, ou il avait sa propriété.